# Solomon Karpen
Solomon Karpen (ur. 7 stycznia 1858 roku w Wągrowcu, zm. 24 października 1936 roku w Chicago) – amerykański przedsiębiorca.

## Życiorys
Urodził się 7 stycznia 1858 w Wągrowcu z ojca Moritza (1823-1886) i matki Johanny z domu Cohen (1835-1902). Był ich najstarszym dzieckiem i jednocześnie pierwszym z dziewięciu synów.
Kiedy Solomon miał czternaście lat, jego rodzice podjęli decyzję o emigracji – przez Berlin dotarli do Londynu, a następnie Glasgow, skąd odpłynęli do Stanów Zjednoczonych. Ostatecznie osiedlili się w Chicago, gdzie osiem lat później Solomon – do spółki z młodszym bratem Oscarem – założyli firmę S. Karpen & Bros. Wyspecjalizowała się ona w produkcji mebli tapicerowanych. Na początku XX wieku stała się w tej dziedzinie największym producentem w świecie. W tym czasie zatrudniała nawet siedmiuset pracowników. Meble wyprodukowane przez fabrykę Karpena do dzisiaj znajdują się na Kapitolu – w siedzibie Senatu USA.
Zmarł 24 października 1936 w Chicago i został pochowany na miejscowym cmentarzu żydowskim, gdzie wcześniej spoczęli już jego rodzice. Firma pozostawała w rękach potomków rodu Karpenów do 1951, kiedy to została kupiona przez potentata na rynku tanich mebli – International Furniture Co. (nowy właściciel zapłacił za S. Karpen & Bros. 3,5 miliona dolarów; według dzisiejszego przelicznika byłoby to prawie 30 milionów).
Żoną Karpena została, urodzona w 1862 w La Crosse w stanie Wisconsin, Ernestine Schwalbe. Ślub wzięli 17 lutego 1884 i jeszcze w tym samym roku przyszło na świat ich pierwsze dziecko. Ernestine przeżyła Solomona o dwadzieścia lat, zmarła w Chicago 26 marca 1956.